# 東大阪大学敬愛高等学校
東大阪大学敬愛高等学校（ひがしおおさかだいがくけいあいこうとうがっこう）は、大阪府東大阪市西堤学園町三丁目にある私立高等学校。

## 概要
学校法人村上学園が運営している。東大阪大学、東大阪大学短期大学部と同じ敷地の中に位置する。また柏原市にある東大阪大学柏原高等学校は同一学校法人が運営する関連校にあたる。
長らく女子校として運営されてきたが、2006年に男女共学を実施した。
全日制の普通科が設置され、以下の3つのコースに分けられている。
- 総合進学コース
- こども教育コース
- 調理・製菓コース

## 沿革
- 1940年12月 - 布施高等女学校として設立。
- 1949年12月 - 布施女子高等学校に改称。
  - 「女子」を付して旧制大阪府立布施中学校（現・大阪府立布施高等学校）との校名重複を回避している。
- 1967年4月 - 東大阪高等学校に改称。
- 1986年12月 - 新体育館完成。
- 2002年4月 - 敬愛女子高等学校に改称。
- 2006年4月 - 東大阪大学敬愛高等学校に改称し、男女共学化。
- 2016年8月 - 新校舎が落成。

## 訴訟
2017年6月13日、同校在校生で空手部所属だった女性2人が当時の顧問の山田ゆかりから大会前の練習参加を断られたり、退部を強要されるなどの「指導」を受けた上に大学へのスポーツ推薦を拒まれた事で元顧問と学校を「問題を放置した」として学校法人と顧問に対し計715万円の損害賠償を求める。大阪地裁（野田恵司裁判長）は指導者の裁量を超えた不法行為として121万円の損害賠償を命じた。

## 交通
- Osaka Metro中央線 高井田駅 南東へ徒歩15分
- 西日本旅客鉄道（JR西日本）おおさか東線 高井田中央駅 南東へ徒歩15分
- Osaka Metro中央線・近鉄けいはんな線 長田駅 南西へ徒歩15分
- 近鉄奈良線 河内小阪駅 北へ徒歩15分

## 部活動
- 柔道部 - 2014年全国高等学校総合体育大会柔道競技大会（インターハイ）女子団体戦優勝
- 陸上部 - 全国高等学校総合体育大会陸上競技大会・女子総合優勝7回（2008 - 2010、2014 - 2017）

## 著名な出身者
- 池絵梨菜 - 柔道家
- 米澤夏帆 - 柔道家
- 嘉重春樺 - 柔道家
- 岡本真理子 - バレーボール選手
- 小林実希 - 空手家
- 清水希容 - 空手家
- 月井隼南 - 空手家
- 三木汐莉 - 陸上競技選手（短距離走、障害走）
- 新宮美歩 - 陸上競走選手（中距離走）
- 佐藤友佳 - 陸上競技選手（やり投）
- 郡菜々佳 - 陸上競技選手（砲丸投、円盤投）
- 渡邊茜 - 陸上競技選手（ハンマー投）
- 井上安世（中退） - 吉本新喜劇
- 吉田真由美 - プロボウラー